# Platycypha caligata
Platycypha caligata är en trollsländeart. Platycypha caligata ingår i släktet Platycypha och familjen Chlorocyphidae. IUCN kategoriserar arten globalt som livskraftig.

## Underarter
Arten delas in i följande underarter:
- P. c. angolensis
- P. c. caligata

## Bildgalleri

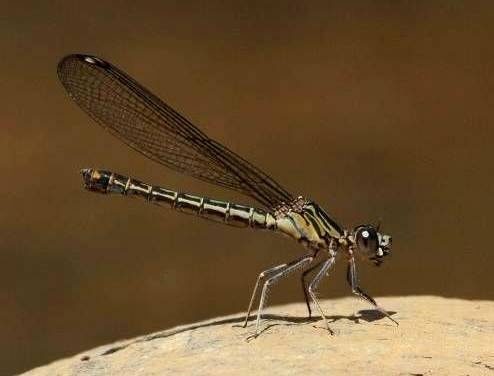